# Ștefan Vasile
Ștefan Vasile est un kayakiste roumain pratiquant la course en ligne.

## Palmarès

### Jeux olympiques
- 2012 à Londres,  Royaume-Uni
  - 8e place en K-4 1000 m
- 2004 à Athènes,  Grèce
  - 7e place en K-4 1000 m[1]

### Championnats du monde
- 2010 à Poznań,  Pologne

### Championnats d'Europe
- Championnats d'Europe de course en ligne (canoë-kayak) 2011 à Zagreb,  Croatie
  -  Médaille d'argent en K-4 1000 m
- Championnats d'Europe de course en ligne (canoë-kayak) 2011 à Belgrade,  Serbie
  -  Médaille de bronze en K-4 1000 m